# Erick (piłkarz)
Erick de Arruda Serafim (ur. 10 grudnia 1997 w Recife) – brazylijski piłkarz występujący na pozycji skrzydłowego, od 2024 roku zawodnik São Paulo.